# Julia Ann
Julia Ann, född 8 oktober 1969 i Glendale i Kalifornien, är en amerikansk porrskådespelare och strippdansös. Vid arton års ålder började Julia Ann i modellyrket, och jobbade även som en wrestler i shower i Hollywood. Hon blev i början av 1990-talet ena delen av en strippklubbsakt som hette Blondage tillsammans med strippan Janine Lindemulder.